# Fiamme sull'Amazzonia
(Tagline del film)
Fiamme sull'Amazzonia (Fire on the Amazon) è un film del 1993 diretto da Luis Llosa con Sandra Bullock e Craig Sheffer

## Trama
Nel bacino amazzonico della Bolivia, i ranch di bestiame stanno sostituendo la foresta pluviale. Santos, leader carismatico del movimento contro la deforestazione, stringe un'alleanza con i nativi per protestare, ma viene assassinato. O'Brien, un giornalista statunitense che non ha competenze come investigatore, vuole una storia da scrivere perché è convinto che la polizia sia implicata nella deforestazione e nell'omicidio di Santos. In cerca della verità, coinvolge Alyssa Rothman, un'ambientalista che ha lavorato per Santos, e se ne innamora. Insieme affronteranno la polizia e anche i potenti gruppi di taglialegna, disposti a fare di tutto prima di abbandonare i loro affari redditizi.

## Distribuzioni internazionali
Benché il film fosse stato girato nel 1993, venne distribuito nello stesso anno in edizione limitata solo in alcuni cinema statunitensi. La vera distribuzione al cinema è avvenuta esattamente 7 anni dopo, tra il 2000 e il 2001, in varie parti del mondo. In Italia, Francia e Brasile il film è stato trasmesso in televisione. In Grecia è uscito direttamente in DVD.
| Paese       | Titolo                | Data della Prima |
| ----------- | --------------------- | ---------------- |
| Finlandia   | Amazon liekeissä      | 1º gennaio 2000  |
| Ungheria    | Az amazon             | 20 aprile 2000   |
| Stati Uniti | Fire on the Amazond   | 27 giugno 2000   |
| Argentina   | Fuego en las Amazonas | 14 luglio 2000   |
| Germania    | Lost Paradise         | 18 gennaio 2001  |